# Pen Duick III
Pen Duick III est un voilier de 17,45 m, construit en 1967 pour Éric Tabarly au chantier de la Perrière à Lorient, tout en aluminium, la plus grande coque en alliage d'aluminium de l'époque en France.

## Historique de courses
Pen Duick III a quasiment gagné toutes les courses du Royal Ocean Racing Club  organisées par les Britanniques en 1967, en particulier la Morgan cup, la Channel Race et la célèbre Fastnet Race, en temps réel.
Il reste le seul navire français à avoir remporté la célèbre course Sydney-Hobart en 1967. En 1989, Jean-François Coste prend part à la première édition du Vendée Globe à son bord sous le nom Cacharel.
Le navire participe à la Route du Rhum 1978 aux mains de Philippe Poupon qui termine 7e, puis une seconde fois en 2022, dans la classe Rhum Mono qui regroupe des bateaux historiques.

## Caractéristiques
Imaginé par Eric Tabarly lui-même, c'est en fait une extrapolation de Pen Duick II sur lequel avaient été testés plusieurs gréements et caractéristiques de coque.
Voilier gréé en goélette, ce qui demande une grande longueur de pont, d'où un élancement important à l'arrière et cette étrave à guibre typique.
Le bateau est rapide aux allures portantes, surtout dans la brise en raison de sa grande stabilité de route, et très manœuvrant sous voile d'avant et grand-voile.

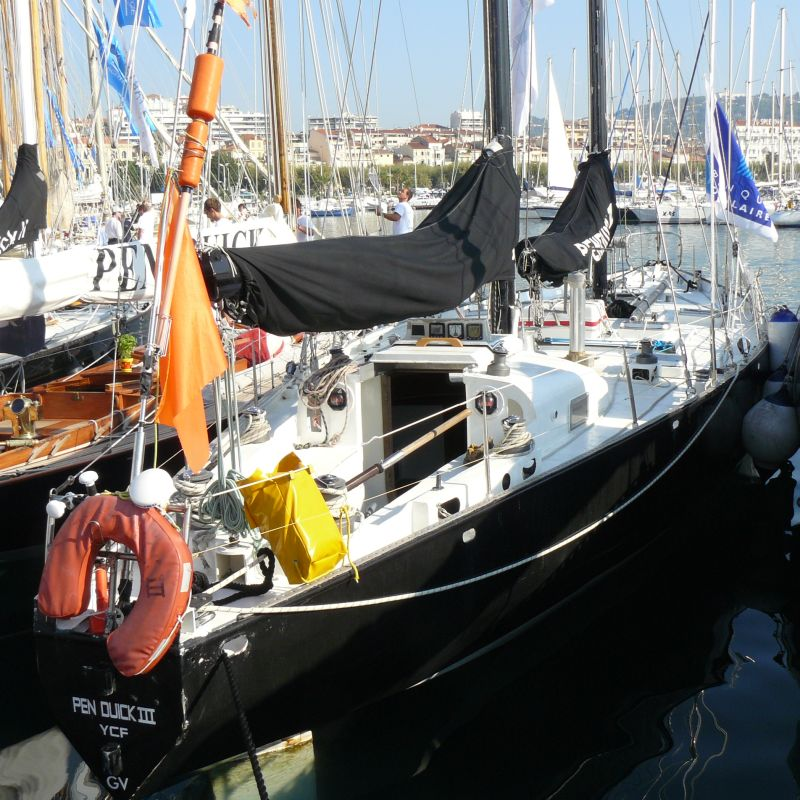
Pen Duick III dans le vieux port de Cannes lors des régates royales de septembre 2009.